# Rimae Sirsalis
Rimae Sirsalis es una de las grietas más largas de la Luna, con una extensión de unos 450 km. Su inicio se localiza en el borde suroeste del Oceanus Procellarum.  Lleva el nombre del cráter Sirsalis, que está situado en sus proximidades. Dicho nombre procede del jesuita y astrónomo italiano Gerolamo Sersale (1584-1654).
La grieta es rectilínea a lo largo de la mayor parte de su recorrido, con una orientación de noreste a suroeste, y una anchura que oscila entre 2 y 3 km. En la mayor parte del recorrido se trata de una grieta única, aunque en algunos puntos presenta ramificaciones no muy marcadas, de ahí que con más propiedad se hable de grietas (rimae), en plural.
La grieta principal se inicia en el cráter Sirsalis K; después, dirigiéndose hacia el suroeste, pasa a través de los cráteres Sirsalis J y F; para continuar otros 170 km más y pasar por el medio del cráter De Vico A; para posteriormente cambiar de dirección con una curva hacia el sureste y terminar en las proximidades del cráter Byrgius P. Cerca de la parte final del recorrido la grieta está atravesada de forma perpendicular por un conjunto de grietas muy poco definidas llamadas Rimae Darwin.
Se cree que rimae Sirsalis es una fosa tectónica, un accidente formado por hundimiento, tal vez creada por el impacto que causó la formación de la cuenca del Mare Orientale que se encuentra un poco más al oeste.